# Tropico (фільм Лани Дель Рей)
«Tropico» — короткометражний фільм, заснований на біблійній історії про гріх і спокусу, з Ланою Дель Рей у ролі Єви та Шоном Россом у ролі Адама. Сценаристом стала Лана Дель Рей, а режисером — Ентоні Мендлер.
Прем’єра фільму відбулася в Cinerama Dome в Голлівуді, штат Каліфорнія 4 грудня 2013 року, а наступного дня був завантажений в офіційний профіль Дель Рей у Vevo. У фільмі представлені пісні «Body Electric», «Gods & Monsters» і «Bel Air», що входять в мініальбом Лани під назвою Paradise 2012 року. У тому ж місяці в iTunes Store був випущений мініальбом з однойменною назвою («Tropico»). Він включає в себе сам короткометражний фільм й три пісні.

## Сюжет

### Частина 1 –Body Electric
Фільм починається з історії Адама (Шон Росс) та Єви (Лана Дель Рей) у райському саду. Бог (зображений Джоном Вейном), Ісус, Мерилін Монро та Елвіс Преслі присутні разом з Адамом і Євою, коли починає грати трек «Body Electric». Весь фільм перетинається зі сценами, де Дель Рей грає Марію, матір Ісуса. Наприкінці пісні Єва, спокушена змією, вирішує з'їсти яблуко з Дерева пізнання добра і зла. Після того, як вона його з’їсть, вдаряє грім, і вона втрачає свідомість. Тоді Адам також вирішує з’їсти яблуко, щоб приєднатися до своєї коханої. В результаті цього вони проганяються зі раю, Едемського саду.

### Частина 2 –Gods & Monsters
Потім Дель Рей починає декламувати поему «I Sing the Body Electric» Волта Вітмена, коли сюжет наближається до сучасних Адама і Єви, які живуть у Лос-Анджелесі; Дель Рей працює стриптизеркою, а Росс є членом банди й також працює клерком у магазині. Після закінчення пісні «Gods & Monsters», що грала на фоні, Дель Рей декламує поему «Крик» Аллена Гінсберга, коли група заможних чоловіків середнього віку дивують свого друга на його день народження, приводячи йому стриптизерок. Через пару хвилин після того, як стриптизерки входять до кімнати, Росс і його банда раптово з’являються зі зброєю в руках і викрадають всі їхні гроші.

### Частина 3 –Bel Air
З’являється Бог і починає розповідати вірш Джона Мітчума «Why I Love America» («You ask me why I love her? Well, give me time. I'll explain. Have you seen a Kansas sunset, or an Arizona rain?»). Потім Адам та Єва сідають у свою машину й їдуть до пшеничного поля в сільській місцевості. Пара хреститься, а пізніше вони починають роздягатися. Потім обидва персонажі підносяться на небо, коли в небі з’являються літаючі тарілки.

## Акторський склад
- Лана Дель Рей в ролі Єви та Марії.
- Шон Росс в ролі Адама.
- Кевін Лі Лайт в ролі Ісуса.
- Джеффрі Вейн Сазерленд в ролі Джона Вейна.
- Ллойд Дуглас в ролі Елвіса Преслі.
- Джоді Флейшер в ролі Мерилін Монро.

## Робота над фільмом й реліз
Фільм був знятий наприкінці червня 2013 року; його режисером став Ентоні Мендлер, який також зняв музичні кліпи Дель Рей на треки «National Anthem» і «Ride». Через соціальні мережі Лана опублікувала кілька рекламних зображень до фільму, одне з яких зображує Дель Рей у образі Марії, матері Ісуса, а на іншому вона тримає змію в образі Єви, біблійної дружини Адама з Книги Буття. 
У серпні 2013 року Дель Рей оголосила про дві прем'єри фільму: одну на кладовищі Hollywood Forever у Лос-Анджелесі та іншу у невизначеному місці в Нью-Йорку. Співачка назвала цей короткометражний фільм «прощанням». Критики відзначили, що це суперечить іншим заявам Дель Рей про те, що вона випустить третій студійний альбом. 
22 листопада 2013 року вийшов офіційний трейлер фільму «Тропіко», в кінці якого було оголошено, що фільм буде завантажено на офіційний обліковий запис Лани в VEVO 5 грудня 2013 року. 3 грудня 2013 року було оголошено, що прем'єра фільму також відбудеться в кінотеатрі Cinerama Dome у Голлівуді, Каліфорнія, до його випуску в Інтернеті. 
Перед показом фільму Лана Дель Рей оголосила назву свого майбутнього третього альбому та пояснила аудиторії, що вона мала на увазі, коли сказала, що фільм є «прощанням», заявивши: «Я просто хотіла, щоб ми всі були разом, тому я міг би спробувати візуально завершити еру Born To Die/Paradise до того, як я випущу нову платівку Ultraviolence».

## Tropico(мініальбом)
Tropico — мінальбом Лани Дель Рей, випущений у цифровому форматі у 2013 році, названий на честь однойменного короткометражного фільму, в якому вона зіграла головну роль. Мініальбом включає в себе три треки з її раніше випущеного альбому Paradise, які фігурують у фільмі, і сам фільм. Офіційного випуску CD й вінілу не було.
| Номер пісні | Назва           | Довжина |
| ----------- | --------------- | ------- |
| 1.          | Body Electric   | 3:53    |
| 2.          | Gods & Monsters | 3:57    |
| 3.          | Bel Air         | 3:57    |
| 4.          | Tropico (фільм) | 27:08   |

## Дивіться також
- Художні фільми